# Eleições gerais no Reino Unido em 1983
As eleições gerais no Reino Unido em 1983 foram realizadas a 9 de junho para eleger os 650 assentos da Câmara dos Comuns do Reino Unido.
O grande vencedor das eleições foi o Partido Conservador, liderado por Margaret Thatcher, que, não só manteve a maioria absoluta que detinha, como ampliou-a, conquistado 397 assentos, mais 58 em relação a 1979. Apesar da forte impopularidade inicial com o programa económico seguido por Thatcher, culminando em forte recessão e a um recorde de mais de três milhões de britânicos desempregados, a vitória na Guerra das Malvinas deu uma enorme popularidade aos conservadores, culminando numa vitória esmagadora nestas eleições.
O Partido Trabalhista, liderado por Michael Foot, sofreu um resultado desastroso, perdendo mais de 60 parlamentares e caindo mais de 9% nos votos em relação a 1979. Foot, próxima da ala mais radical dos trabalhistas, formou um programa eleitoral, que foi descrito como a "Carta mais longa de suicídio", pela imprensa britânica, e, muito contribuiu para a queda dos trabalhistas. Importa referir que o radicalismo de Foot criou divisões profundas no partido, culminando na fundação do Partido Social-Democrata, formado por membros da ala moderada dos trabalhistas, como Roy Jenkins.
Os recém-formadas social-democratas rapidamente entraram numa aliança eleitoral com o Partido Liberal e, inicialmente, tiveram um sucesso enorme nas sondagens, com muitas a indicaram uma forte possibilidade de venceram estas eleições, mas, após a Guerra das Malvinas, a aliança caiu em intenção dos votos. Nas eleições, a aliança entre liberais e social-democratas conseguiu mais de 25% dos votos, mas, por culpa do sistema eleitoral britânico, ficou-se com 23 parlamentares, um resultado frustrante, tendo em contas as enormes expectativas iniciais.
Após as eleições, Thatcher continuou a liderar o governo do Reino Unido.

## Resultados oficiais
|                         | Partido                                | Partido                                | Votos      | %    | +/-      | Parlamentares | +/-     |
| ----------------------- | -------------------------------------- | -------------------------------------- | ---------- | ---- | -------- | ------------- | ------- |
|                         | Partido Conservador                    | Partido Conservador                    | 13 012 316 | 42,4 | 1,5      | 397 / 650     | 58      |
|                         | Partido Trabalhista                    | Partido Trabalhista                    | 8 456 934  | 27,6 | 9,3      | 209 / 650     | 60      |
|                         |                                        | Partido Liberal                        | 4 273 146  | 13,9 | 0,1      | 17 / 650      | 6       |
|                         | Partido Social Democrata               | 3 521 624                              | 11,5       | Novo | 6 / 650  | Novo          |         |
| Aliança Liberal - SDP   | Aliança Liberal - SDP                  | 7 794 770                              | 25,4       | 11,6 | 23 / 650 | 12            |         |
|                         | Partido Nacional Escocês               | Partido Nacional Escocês               | 331 975    | 1,1  | 0,5      | 2 / 650       | Estável |
|                         | Partido Unionista do Ulster            | Partido Unionista do Ulster            | 259 952    | 0,8  | Estável  | 11 / 650      | 6       |
|                         | Partido Unionista Democrático          | Partido Unionista Democrático          | 152 749    | 0,5  | 0,3      | 3 / 650       | Estável |
|                         | Partido Social Democrata e Trabalhista | Partido Social Democrata e Trabalhista | 137 012    | 0,4  | Estável  | 1 / 650       | Estável |
|                         | Plaid Cymru                            | Plaid Cymru                            | 125 309    | 0,4  | Estável  | 2 / 650       | Estável |
|                         | Sinn Féin                              | Sinn Féin                              | 102 701    | 0,3  | Novo     | 1 / 650       | Novo    |
|                         | Partido Popular Unionista do Ulster    | Partido Popular Unionista do Ulster    | 22 861     | 0,1  | Estável  | 1 / 650       | Estável |
|                         | Outros                                 | Outros                                 | 264 730    | 1,0  |          | 0 / 650       |         |
| Total                   | Total                                  | Total                                  | 30 661 309 | 100  |          | 650 / 650     | 15      |
| Eleitorado/Participação | Eleitorado/Participação                | Eleitorado/Participação                | 42 175 116 | 72,7 | 3,3      |               |         |